# Blairo Maggi
Blairo Borges Maggi (São Miguel do Iguaçu, 29 maggio 1956) è un politico brasiliano, di origini italiane, governatore dello stato del Mato Grosso dal 1º gennaio 2003.
Ultimo figlio di cinque fratelli, Maggi trascorse la sua infanzia nello Stato del Paraná.
Ingegnere agronomo, imprenditore e presidente del Grupo Amaggi, Blairo Maggi si era trasferito nello Stato del Mato Grosso a 26 anni, dedicandosi alla coltivazione della soia.
Maggi è il più grande produttore mondiale di soia, con volumi di vendita che coprono circa il 26% della produzione di tutto lo Stato del Mato Grosso.